# Хотецкое (Речицкий район)
Хотецкое (бел. Хацецкае) — деревня в Белоболотском сельсовете Речицкого района Гомельской области Белоруссии.

## География

### Расположение
В 9 км на север от районного центра и железнодорожной станции Речица (на линии Гомель — Калинковичи), 59 км от Гомеля.

### Гидрография
На восточной окраине озеро Хотемля.

## Транспортная сеть
Транспортные связи по просёлочной, затем автомобильной дороге Речица — Светлогорск. Планировка состоит из 2 коротких улиц, близких к меридиональной ориентации. Застройка редкая, деревянная, усадебного типа.

## История
Основана в начале XX века переселенцами из соседних деревень. В 1909 году хутор Хочемля, 345 десятин земли, в Чеботовичской волости Гомельского уезда Могилёвской губернии. В 1926 году в Уваровичском районе Гомельского округа. В 1931 году организован колхоз. 22 жителя погибли на фронтах Великой Отечественной войны. Согласно переписи 1959 года в составе совхоза «Речица» (центр — деревня Белое Болото).

## Население

### Численность
- 2004 год — 10 хозяйств, 14 жителей.

### Динамика
- 1909 год — 2 двора, 19 жителей.
- 1926 год — 23 двора, 142 жителя.
- 1959 год — 136 жителей (согласно переписи).
- 2004 год — 10 хозяйств, 14 жителей.